# Селавиза
Селавиза (порт. Celavisa)  —  район (фрегезия) в Португалии,  входит в округ Коимбра. Является составной частью муниципалитета  Арганил. По старому административному делению входил в провинцию Бейра-Литорал. Входит в экономико-статистический  субрегион Пиньял-Интериор-Норте, который входит в Центральный регион. Население составляет 283 человека на 2001 год. Занимает площадь 15,39 км².
Покровителем района считается Архангел Михаил (порт. São Miguel Arcanjo). 